# Chinese Democracy
Chinese Democracy — це шостий альбом американського хард-рок гурту Guns N' Roses, що офіційно вийшов 23 листопада 2008 року. Альбом є першим записом колективу після платівки 1993 року «The Spaghetti Incident?», і першим диском, що складається з оригінального студійного матеріалу з моменту релізу Use Your Illusion I та Use Your Illusion II у вересні 1991 року.

## Історія створення
Guns N' Roses взялися до складання та запису нового матеріалу у 1994. Однак у зв'язку з протиріччями між музикантами склад гурту зазнав значних втрат. У 1996-му колектив покинув соло-гітарист Слеш. Невдовзі після нього зі складу Guns N' Roses вийшли басист Дафф МакКаган та барабанщик Мет Сорум. Як нові музиканти до Guns N' Roses приєднались концертний гітарист Nine Inch Nails Робін Фінк, колишній басист американського альтернативного рок-гурту The Replacements та відомий американський сесійний барабанщик Джош Фріс. На початку 1998 формація в оновленому складі взялася до написання матеріалу на студії Rumbo Recorders в передмісті Лос-Анджелесу. В минулому на цьому ж лейблі гурт частково писав свій дебютний альбом Appetite for Destruction.

## Композиції
| #   | Назва                         | Автор                                                         | Тривалість |
| --- | ----------------------------- | ------------------------------------------------------------- | ---------- |
| 1.  | «Chinese Democracy»           | Axl Rose, Josh Freese                                         | 4:43       |
| 2.  | «Shackler's Revenge»          | Rose, Buckethead, Caram Costanzo, Bryan Mantia, Pete Scaturro | 3:37       |
| 3.  | «Better (Guns N' Roses song)» | Rose, Robin Finck                                             | 4:58       |
| 4.  | «Street of Dreams»            | Rose, Tommy Stinson, Dizzy Reed                               | 4:46       |
| 5.  | «If the World»                | Rose, Chris Pitman                                            | 4:54       |
| 6.  | «There Was a Time»            | Rose, Paul Tobias, Reed                                       | 6:41       |
| 7.  | «Catcher in the Rye»          | Rose, Tobias                                                  | 5:53       |
| 8.  | «Scraped»                     | Rose, Costanzo, Buckethead                                    | 3:30       |
| 9.  | «Riad n' the Bedouins»        | Rose, Stinson                                                 | 4:10       |
| 10. | «Sorry»                       | Rose, Buckethead, Mantia, Scaturro                            | 6:14       |
| 11. | «I.R.S.»                      | Rose, Tobias, Reed                                            | 4:28       |
| 12. | «Madagascar»                  | Rose, Pitman                                                  | 5:38       |
| 13. | «This I Love»                 | Rose                                                          | 5:34       |
| 14. | «Prostitute»                  | Rose, Tobias                                                  | 6:15       |